# Ífito de Élida
Ífito de Élida foi um rei de Élida a quem se atribui, junto de Cleóstenes de Pisa e Licurgo de Esparta, a formal organização dos Jogos Olímpicos da Antiguidade em 776 a.C.. Através da dita Paz de Ífito, foi acordado que jogos dedicados a Zeus ocorreriam quadrienalmente em Olímpia e durante os quais as hostilidades seria proibidas.